# ماهيندا بالاسوريا
ماهيندا بالاسوريا (18 يونيو 1953 - 29 أبريل 2021) كان المفتش العام الثاني والثلاثون لشرطة سريلانكا (2009-2011).
تلقى بلاسوريا تعليمه في كلية أناندا في كولومبو، قبل حصوله على درجة البكالوريوس في الكيمياء ودرجة الماجستير في الفلسفة من جامعة بيرادينيا.
انضم بلاسورية إلى قسم الشرطة في 1 مارس 1978 كمساعد مراقب اختباري للشرطة، وشغل عددًا من المناصب الرئيسية، بما في ذلك كبار المديرين التنفيذيين، النطاق الأول والمدى الثالث. وقد شغل بلاسوريا مناصب إدارية عليا في الإدارة العامة، وقيادة العمليات، والنقل والاتصال والرعاية في مقر الشرطة، وكان أيضًا رائدًا في إدخال خدمة الطوارئ التابعة للشرطة 119 في سريلانكا.
كما أشرف على تغطية الشرطة للشمال والشرق لمدة ثلاث سنوات، وشغل منصب كبير المديرين التنفيذيين في فرقة العمل الخاصة في العمليات ضد حركة نمور تحرير تاميل إيلام.
في 3 نوفمبر 2009 تم تعيينه مفتشًا عامًا للشرطة خلفًا لجايانثا ويكراماراتني.
في عام 2010 حصل بالاسوريا على درجة الدكتوراه من جامعة سانت بطرسبرغ الحكومية في روسيا، للدكتوراه في الإرهاب في سريلانكا وموضوع الأمن القومي. ونشر بعد ذلك رسالة الدكتوراه بصيغة مختصرة ومعدلة بعنوان صعود وسقوط نمور تحرير تاميل إيلام.
في 1 يونيو 2011 استقال بالاسوريا من منصب المفتش العام للشرطة بعد القمع المميت لاحتجاج الشرطة في منطقة التجارة الحرة في كاتوناياكي. وورد فيما بعد أن بلاصورية تقاعد قبل عامين من انتهاء مدته. في يوليو من ذلك العام تم تعيينه سفيراً للبلاد لدى البرازيل. ثم شغل منصب سفير في دولة الإمارات العربية المتحدة، قبل أن يتم تعيينه سكرتيرًا لوزارة القانون والنظام في أكتوبر 2014.
في يوليو 2016 استجوبته إدارة التحقيقات الجنائية بشأن مقتل الصحفي لاسانتا ويكريماتونج في يناير 2009 ومزاعم بأن وزير الدفاع السابق غوتابهايا راجاباكسا أمر باغتيال الصحفي.
في نوفمبر 2016 مثل أمام لجنة التحقيق الرئاسية للتحقيق والتحقيق في أعمال الاحتيال الخطيرة والفساد وإساءة استخدام السلطة وموارد الدولة وامتيازاتها، فيما يتعلق بتوفير الأمن لأعضاء جبهة الحرية الوطنية في البرلمان خلال فترة ولايته.